# Nowa Wieś Legnicka (przystanek kolejowy)
Nowa Wieś Legnicka – przystanek kolejowy w Legnicy, w województwie dolnośląskim, w Polsce. Znajduje się na linii 137 Katowice – Legnica.

## Ruch pasażerski
| Rok  | Wymiana pasażerska na dobę |
| ---- | -------------------------- |
| 2017 | 0-9                        |
| 2022 | 0-9                        |
| 2023 | 0-9                        |

W 2020 roku był to jeden z dwóch przystanków kolejowych na żądanie w Polsce (w ramach programu pilotażowego).
12 marca 2023 roku przystanek został zamknięty w związku z otwarciem nowego przystanku Legnica Strefa, który go zastąpił.